# Seigo Shimokawa
Seigo Shimokawa (下川 誠吾 Shimokawa Seigo?), född 17 november 1975 i Hyōgo prefektur, är en japansk före detta fotbollsspelare.
Shimokawa började sin karriär 1996 i Cerezo Osaka. Han spelade 171 ligamatcher för klubben. 2004 flyttade han till Kawasaki Frontale. Efter Kawasaki Frontale spelade han för Oita Trinita. Med Oita Trinita vann han japanska ligacupen 2008. Han avslutade karriären 2010.